# Indigofera bracteolata
Espèce
Synonymes
- Indigofera bracteola (préféré par NCBI)[2]
- Indigofera bracteolata[2]

Indigofera bracteolata est une espèce de plantes à fleurs de la famille des Fabaceae et du genre Indigofera. C'est un arbuste présent en Afrique tropicale.

## Description

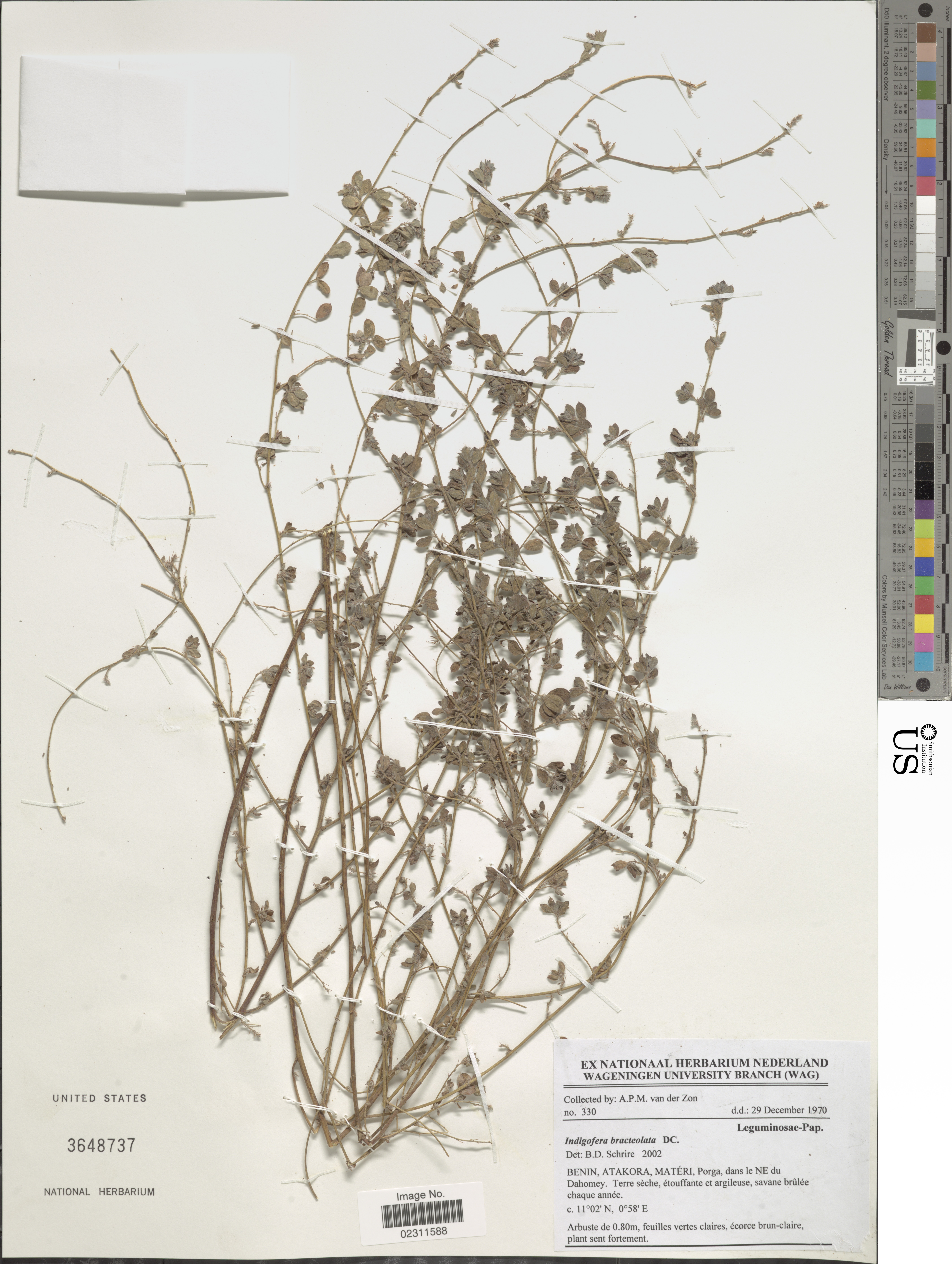
Spécimen récolté à Porga au nord-ouest du Bénin.

C'est un arbuste avec des rameaux annuels de 15 à 50 cm de hauteur émergeant d'une souche ligneuse vivace.

## Distribution
L'espèce est observée dans plusieurs pays d'Afrique tropicale, du Sénégal au sud du Nigeria.

## Habitat
On la rencontre dans la savane, au milieu des graminées, sur des sols sableux, parfois perturbés.

## Utilisation
Elle est broutée par le bétail.